# 法国共产主义运动
法国共产主义运动（法語：Mouvement communiste français）是法国历史上的一个毛派组织。1966年6月25日，法国马列主义圈子联合会改名为法国共产主义运动，以求捍卫毛派立场，并继续出版月刊《新人道报》（1966年10月，改为周刊）。毛派激进分子与法国共产党成员发生激烈冲突。法共突击队员多次攻击毛派聚会。1967年12月31日，在该组织的大会上，决定改组为法国马列主义共产党。  